# Prendere o lasciare (Alex Britti)
Prendere o lasciare è un brano musicale scritto ed interpretato da Alex Britti.
Il singolo, pubblicato nel luglio 2005, è il primo singolo estratto da Festa, quarto album del cantautore romano.

## Video musicale
Il videoclip del brano è stato diretto da Cosimo Alemà.

## Tracce
CD Single
1. Prendere o lasciare
2. Prendere o lasciare (Acustica)

## Classifiche
| Classifica (2005) | Posizione massima |
| ----------------- | ----------------- |
| Italia            | 23                |